# Microgramma recreense
Microgramma recreense är en stensöteväxtart som först beskrevs av Georg Hans Emmo Wolfgang Hieronymus, och fick sitt nu gällande namn av David Bruce Lellinger. Microgramma recreense ingår i släktet Microgramma och familjen Polypodiaceae. Inga underarter finns listade.